# David Davidescu
David Davidescu (n. 16 septembrie 1916, Sudiți, Ialomița, România – d. 11 noiembrie 2004, București, România) a fost un inginer agronom român, membru titular al Academiei Române. (n. 16 decembrie 1916, Sudiți, Ialomița, Județul Ialomița – d. 16 noiembrie 2004, București) a fost un agrochimist, profesor universitar și cercetător român, considerat părintele agrochimiei moderne românești. Prin contribuțiile sale științifice și didactice, a dezvoltat și promovat agrochimia ca disciplină de vârf în științele agricole, fiind recunoscut internațional pentru lucrările sale, în special tratatul „Agrochimia”.

## Biografie
David Davidescu s-a născut la 16 decembrie 1916 în satul Sudiți, județul Ialomița, fiind al patrulea fiu al învățătorilor Eugenia și Dumitru Davidescu. Rămas orfan de tată la 4 ani, a fost crescut de mama sa, care i-a susținut educația. A urmat școala primară în satul natal, apoi Liceul „Gheorghe Lazăr” din București, obținând bacalaureatul în 1934 ca bursier al Casei Corpului Didactic. Între 1935 și 1940, a studiat la Facultatea de Agronomie a Politehnicii București, absolvind cu distincție ca inginer agronom.
A urmat cursurile Facultății de Agronomie a Școlii Politehnice din București, continuându-și specializarea în studiul solurilor cu izotopi radioactivi la Moscova. În 1966 și-a luat doctoratul cu teza „Producerea, pregătirea și folosirea îngrășămintelor și amendamentelor” și în 1968 a obținut titlul de doctor docent. Profesor și cercetător cu rezultate remarcabile, academicianul David Davidescu a deținut, de-a lungul anilor, funcții în învățământul superior agronomic în calitate de șef de catedră, decan, prorector și rector al Institutului Agronomic din București, conducător de doctorate, șef de laborator, în administrația publică de stat și în cercetare. Este autor a peste 400 de articole de cercetare științifică, 23 de tratate, monografii și studii, apărute în țară și peste hotare, însumând aproape 20.000 de pagini. 
Mobilizat în 1941, a revenit în activitate în 1946, după demobilizare, ca asistent de cercetare la Institutul de Cercetări Agronomice (ICAR), avansând până la șef de secție. În 1950, a devenit conferențiar universitar, iar în 1951 profesor la catedra de Agrochimie a Institutului Agronomic „Nicolae Bălcescu” din București, unde a activat până în 1981. A fost decan al Facultății de Horticultură (1951), prorector (1956–1959) și rector (1959–1962) al aceluiași institut. A predat ca profesor invitat la universități din Bruxelles (1966), Giessen (1972) și Santa Maria, Brazilia (1973). A murit la 16 noiembrie 2004, în București.

## Activitate științifică și publicistică
David Davidescu a publicat aproape 400 de lucrări, totalizând peste 17.000 de pagini, incluzând tratate, monografii, articole științifice, broșuri de popularizare și îndrumătoare tehnice. A coordonat cercetări în agrochimie timp de peste 40 de ani, introducând concepte originale, precum Legea ierarhizării factorilor de vegetație (1984, împreună cu Velicia Davidescu).

### Cercetări în agrochimie
Davidescu a abordat domenii variate ale agrochimiei: fertilizarea cu îngrășăminte organice și chimice, fertilizarea extraradiculară, dinamica elementelor nutritive în sol și plante, utilizarea microelementelor, biostimulatori și agricultura biologică. A elaborat indici agrochimici pentru fertilitatea și pretabilitatea solului și a dezvoltat metode analitice, precum truse agrochimice de teren. Lucrări precum „Eficiența superfosfatului granulat” și „Contribuții la diagnosticarea foliară” au introdus inovații recunoscute internațional.

### Lucrări majore
Tratatul „Agrochimia” (1963, 896 pagini), reeditat în mai multe ediții (1969, 1981, 1992 ca „Agrochimia modernă”), este considerat o operă de referință în literatura mondială de specialitate. Lucrarea a fost elogiată de academicianul Traian Săvulescu în 1957 pentru profunzimea și caracterul practic. Alte lucrări notabile includ „Agrochimia horticolă” (1992), ciclul „Chimizarea agriculturii” (6 volume) și monografiile „Azotul în agricultură” (1976), „Fosforul în agricultură” (1979), „Potasiul în agricultură” (1979) și „Microelementele în agricultură”. În limba engleză, a publicat „Evaluation of Fertility by Plant and Soil Analysis” (Abacus Press, 1974), popularizând știința românească.

### Contribuții administrative
Ca secretar de stat la Ministerul Agriculturii (1962–1969), Davidescu a coordonat înființarea a 100 de școli profesionale de mecanici agricoli, cu 45.000 de absolvenți, și editarea a 126 de manuale agricole. A fost președinte al Secției de Științe Agricole și Silvice a Academiei Române (1990–1996) și membru în organizații internaționale, precum Centre International des Engrais Chimiques (Viena) și Agrochimica (Pisa).

## Merite, recunoaștere
În semn de recunoaștere a valorii contribuțiilor sale, academicianul David Davidescu a fost ales membru al mai multor societăți academice și prestigioase instituții de specialitate din țară și străinătate și a fost distins cu mai multe titluri și medalii. A fost ales membru corespondent al Academiei Române în 1963 și titular în 1990. Între 1990-1996 a fost președintele Secției de Științe Agricole și Silvice a Academiei Române și după această dată președinte de onoare. În 1990 și-a susținut discursul de recepție cu tema „Științele chimice și agricultura”. În anul 2000 a fost decorat cu Ordinul Național „Pentru Merit” în grad de Mare Cruce.

## Distincții
- Premiul Academiei Române „Gheorghe Doja” (1957)
- Premiile I și II ale Ministerului Învățământului (1959, 1969)
- Ordinul Muncii clasa a III-a (1957)
- Medalia Universității Libere din Bruxelles (1967)
- Medalia Jubiliară a 40 de ani de la Unirea Transilvaniei (1969)
- Ordinul Muncii clasa a II-a (10 august 1964) „pentru merite deosebite în opera de construire a socialismului, cu prilejul celei de a XX-a aniversări a eliberării patriei”[5]
- Ordinul „Meritul Științific” clasa a II-a (26 septembrie 1966) „pentru merite deosebite în activitatea științifică, cu prilejul Centenarului Academiei Republicii Socialiste România”[6]

## Lucrări publicate
- „Îngrășăminte granulate”, Îndrumări tehnice, ICAR, 1954.
- „Agrochimie”, Editura Agrosilvică, București, 1963.
- „Teorie și practica fertilizării”, Editura Agrosilvică, București, 1968.
- „Îndrumător pentru folosirea îngrășămintelor și amendamentelor”, Editura Ceres, 1970.
- „Evaluation of Fertility by Plant and Soil Analysis”, Abacus Press, 1974.
- „Azotul în agricultură”, Editura Academiei RSR, 1976.
- „Agenda agrochimică”, Editura Ceres, București, 1978.
- „Agrochimia modernă”, Editura Academiei RSR, 1981.
- „Agrochimia horticolă”, Editura Academiei RSR, 1992.